# Tallskytte
Tallskytte, Lophodermium seditiosum, är en svampart som beskrevs av Minter, Staley & Millar 1978. Tallskytte ingår i släktet Lophodermium och familjen Rhytismataceae. Arten är reproducerande i Sverige. Inga underarter finns listade i Catalogue of Life.